# U ime ljubavi (telenovela)
U ime ljubavi (En nombre del amor) je meksička telenovela produkcijske kuće Televisa, snimana tijekom 2008. i 2009. godine u Meksiku. Producent serije je Carlos Moreno Laguillo. Glavne uloge igrali su Allisson Lozz i Sebastián Zurita.

## Sinopsis
Macarena i Carlota su dvije sestre čiji je život ispunjen boli, samoćom i međusobnim odbijanjem, jer su u prošlosti bile zaljubljene u istog čovjeka, ali se te posljedice i dalje vide u njihovom zrelijem dobu života. Paloma i Romina su dvije prijateljice koje su se iz djetinjstva družile i bole najbolje, ali će vremenom morati riješiti probleme mladosti, gdje s prvom ljubavlju također dolaze i ljubomora, suparništvo i zavidljivost.
Paloma je mlada djevojka, koja poslije tragične smrti svojih roditelja, odlazi živjeti kod svoje dvije neudane tetke, Macarene i Carlote. Macarena je nježna, solidarna i dobra žena koja će se veoma vezati za nju, dok tetka Carlota želi imati neograničen autoritet i želi učiniti život nemogućim Palomi. Obiteljska tajna je voema dobro čuvana od strane tetaka, što ima veliku ulogu za Palomin život.
Kada se to otkrije, sve će se promijeniti. Paloma misli da je pronašla pravu ljubav s Iñakijem, s kojim pravi planove za vjenčanje, ali će se tetka Carlota pobrinuti da je zauvijek odvoji od ove ljubavi.
Paloma misli da nikada više neće uspjeti pronaći pravu ljubav, jer Iñaki nije bio za nju, ali će joj Emiliano promijeniti život. Ali, on nije samo dečko Romine, njene najbolje prijateljice, već i mladić koga mrzi njena tetka Carlota, što će im dodatno otežati ljubav. Emiliano će učiniti sve da bi bio s Palomom.

## Zanimljivosti
Telenovela U ime ljubavi je obrada meksičke telenovele Cadenas de amargura (Lanac gorčine) producenta Carlos Sotomayor emitirane 1991. godine. Protagonisti su bili Daniela Castro, Raúl Araiza, Diana Bracho i Delia Casanova. Glavna razlika između originala i remakea jest u broju epizoda; Cadenas de amargura je imala 80 epizoda, dok U ime ljubavi ima 171 epizodu.

## Uloge
| Glumac            | Lik                                              |
| ----------------- | ------------------------------------------------ |
| Allisson Lozz     | Paloma Gamboa Espinoza de los Monteros de Sáenz  |
| Sebastián Zurita  | Emiliano Sáenz Noriega                           |
| Leticia Calderón  | Carlota Espinoza de los Monteros                 |
| Victoria Ruffo    | Macarena Espinoza de los Monteros †              |
| Laura Flores      | Camila Ríos                                      |
| César Évora       | Eugenio Lizardi                                  |
| Arturo Peniche    | Otac Juan Cristóbal Gamboa Martelli              |
| Altair Jarabo     | Romina Mondragón Ríos                            |
| Natalia Esperón   | Luz Laguillo                                     |
| Víctor Cámara     | Orlando Ferrer                                   |
| Magda Guzmán      | Rufina Martínez "Rufi"                           |
| Paty Díaz         | Natalia Ugarte ud. de Iparraguirre               |
| David Ostrosky    | Dr. Rodolfo Bermúdez                             |
| Eduardo Capetillo | Javier Espinoza de los Monteros †                |
| Erick Elías       | Gabriel Lizardi †                                |
| Luis Hacha        | Iñaki Iparraguirre †                             |
| Yanni Torres      | Paloma Espinoza de los Monteros (kao djevojčica) |